# Gya
Gya , también transcripto como Gia, es una localidad de la India en el distrito de Leh, estado de Ladakh.

## Geografía
Se encuentra a una altitud de 4 195 m s. n. m. a 81 km de la capital del distrito, Leh, en la zona horaria UTC +5:30.

## Demografía
Según estimación 2010 contaba con una población de 797 habitantes.